# Ленина (Ленинградский район)
Ленина — хутор в Ленинградском районе Краснодарского края. 
Входит в состав Новоплатнировского сельского поселения.

## География

### Улицы
- ул. Казачья.

## Население
| 2002 | 2010 | 2021 |
| ---- | ---- | ---- |
| 205  | ↘175 | ↗176 |

Национальный состав
По данным переписи 1926 года по Северо-Кавказскому краю, в населённом пункте числилось 23 хозяйства и 119 жителей (53 мужчины и 66 женщин), из которых украинцы — 90,76 % или 108 чел., русские — 9,24 % или 11 чел.